# رسوم تعديل المستودع

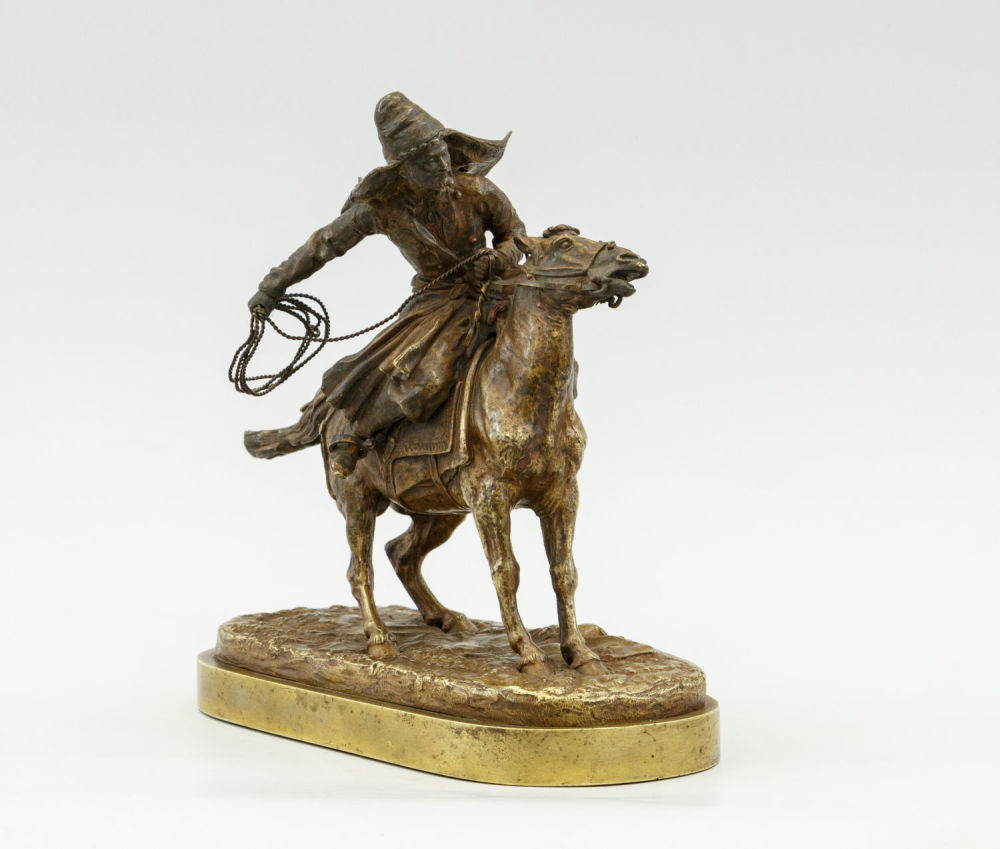
تمثال صغير يظهر رجل يمسك بحبل على ظهر حصان

يشير مصطلح رسوم تعديل المستودع (بالإنجليزية: Bunker adjustment factor)‏ أو الرسوم الإضافية لمخزن الوقود أو عامل تعديل المخزن (BAF) رسوم الجزء العائم من الشحنة المنقولة على الماء، والتي تمثل رسومًا إضافية بسبب سعر النفط. وكان تحديد رسوم تعديل المستودع يتم عن طريق مؤتمرات الشحن، ليتم تطبيقها لفترة معينة على طريق تجارة معين.
ومنعت المفوضية الأوروبية مؤتمرات الشحن اعتبارًا من 17 أكتوبر 2008. وتقوم الآن خطوط الشحن بتعيين رسوم تعديل المستودع الخاصة بها. ويتم مراقبتها عن كثب عن طريق المفوضية الأوروبية (EC) لضمان عدم حدوث تصادم.
وستعمل التقلبات في أسعار النفط على تغيير قيمة الرسوم اعتمادًا على تباين واسع في التطبيقات.